# Harry Seidel
Pour les articles homonymes, voir Seidel.
Harry Seidel, né le 2 avril 1938 et mort en août 2020, est un coureur cycliste est-allemand puis ouest-allemand. Il est aussi et surtout connu en tant que Fluchthelfer (de) - c'est-à-dire pour avoir aidé des ressortissants de Berlin-Est à passer à l'Ouest. Il est décrit comme « peut-être le plus infatigable des creuseurs de tunnels » sous le Mur de Berlin.

## Biographie
Issu d'une famille de la classe ouvrière, il grandit en République démocratique allemande (RDA, Allemagne de l'Est) après la Seconde Guerre mondiale. D'abord apprenti électricien, il voit reconnaître son talent de coureur cycliste, et prend part à des compétitions. En 1958, il termine troisième au Championnat national de cyclisme sur route, dans l'épreuve du 100 km par équipe. En 1959, il est troisième à l'épreuve de poursuite sur piste, et premier à l'épreuve de relai madison, au championnat national (Nationalmeisterschaft) de la RDA. En 1961 il monte à nouveau sur le podium national, en course sur route.
Cette même année, toutefois, il refuse de prendre des produits dopants comme l'exigent ses entraîneurs, et passe à l'Ouest, peu avant la construction du Mur de Berlin. Au mois d'août, alors que la frontière entre Berlin-Est et Berlin-Ouest est clôturée par des fils de fer, il parvient plusieurs fois à franchir les barbelés pour aller retrouver sa famille à l'Est, et les amener à l'Ouest. Arrêté par les gardes, il parvient à s'enfuir et à retourner à l'Ouest. Animé par une « détestation passionnée » du gouvernement est-allemand, il se lance avec plusieurs autres personnes dans la construction de tunnels sous le Mur, pour aider davantage d'Allemands de l'Est à fuir. Il contribue à creuser plusieurs tunnels à partir du printemps 1962, entre les quartiers de Neukölln (à l'Ouest) et Treptow (à l'Est). Contrairement à la plupart des autres passeurs, il ne demande pas d'argent aux personnes qu'il aide à fuir, et agit « pour des raisons personnelles et idéalistes »,.

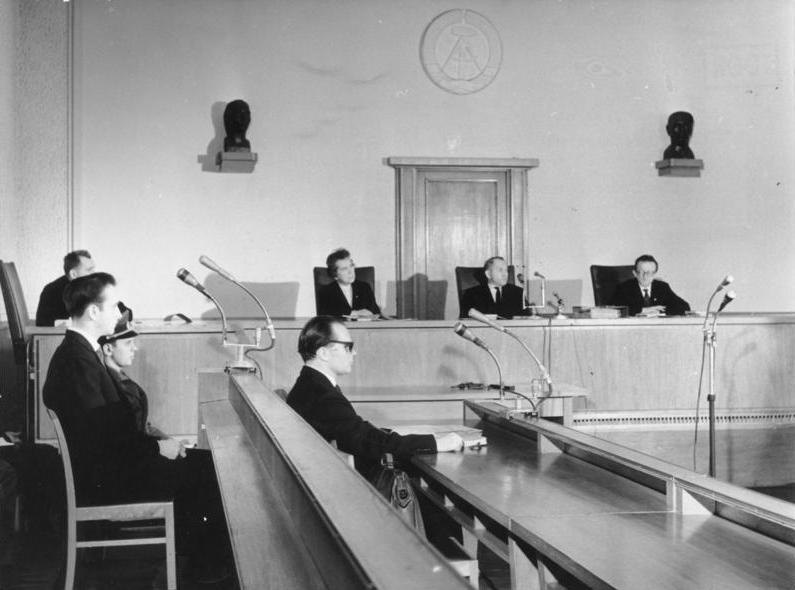
Procès de Harry Seidel en RDA en 1962.

Le 27 mars, il est découvert du côté Est avec un autre passeur, Heinz Jercha, par des agents de la Stasi, l'organe de sécurité de l'État est-allemand. Les deux hommes parviennent à fuir par le tunnel, mais Jercha est mortellement atteint d'une balle au torse. Seidel pousse son camarade devant lui dans le tunnel, et fait s'effondrer le passage derrière eux pour couvrir leur fuite, mais Jercha décède peu de temps après. Seidel continue après cela à creuser des tunnels, décidant personnellement des mesures à suivre pour éviter qu'ils ne s'effondrent. Il y travaille dans des conditions extrêmement étroites avec peu d'oxygène et de lumière. Au cours de cette carrière « courte mais spectaculaire », il permet à des dizaines de personnes de s'enfuir vers l'Ouest,. 
En novembre, trahi par un informateur, il est arrêté à Berlin-Est. Puisqu'il est un sportif de haut niveau et une figure reconnaissable, les autorités le décrivent comme un traître à la patrie, et décident de le punir de manière exemplaire. La ministre de la Justice Hilde Benjamin souhaite lui appliquer la peine de mort, mais le gouvernement demande finalement au tribunal de le condamner à la prison à perpétuité. Il est emprisonné durant quatre ans, puis libéré à la suite d'un accord avec l'Allemagne de l'Ouest, où il s'installe.
Il reprend sa carrière de cycliste, cette fois en Allemagne de l'Ouest. En 1969 et 1970, il termine deuxième en poursuite par équipe sur piste au championnat national, puis remporte la médaille d'or en 1973 au contre-la-montre par équipe sur route, avec son coéquipier Burckhard Bremer. En 1974, pour son dernier podium, il termine deuxième dans cette même discipline,.